# 7-Hidroksimetil hlorofil a reduktaza
7-hidroksimetil hlorofil a reduktaza (EC 1.17.7.2, HCAR) je enzim sa sistematskim imenom 71-hidroksihlorofil a:feredoksin oksidoreduktaza. Ovaj enzim katalizuje sledeću hemijsku reakciju
71-hidroksihlorofil a + 2 redukovani feredoksin + 2 H+ {\displaystyle \rightleftharpoons } hlorofil a + 2 oksidovani feredoksin + 2O
Ovaj enzim sadrži FAD i gvožđe-sumporni center. Ovaj enzim, koji je pristuan u biljnim hloroplastima, izvodi drugi korak konverzije hlorofila b u hlorofil a (cf. EC 1.1.1.294, hlorofil(id) b reduktaza).

## Literatura
- Nicholas C. Price; Lewis Stevens (1999). Fundamentals of Enzymology: The Cell and Molecular Biology of Catalytic Proteins (Third изд.). USA: Oxford University Press. ISBN 019850229X.
- Eric J. Toone (2006). Advances in Enzymology and Related Areas of Molecular Biology, Protein Evolution (Volume 75 изд.). Wiley-Interscience. ISBN 0471205036.
- Branden C; Tooze J. Introduction to Protein Structure. New York, NY: Garland Publishing. ISBN 0-8153-2305-0.
- Irwin H. Segel. Enzyme Kinetics: Behavior and Analysis of Rapid Equilibrium and Steady-State Enzyme Systems (Book 44 изд.). Wiley Classics Library. ISBN 0471303097.

## Spoljašnje veze
- 7-hydroxymethyl+chlorophyll+a+reductase на 